# Velika (Bośnia i Hercegowina)
Velika (cyr. Велика) – wieś w Bośni i Hercegowinie, w Republice Serbskiej, w gminie Derventa. W 2013 roku liczyła 99 mieszkańców.